# Cullen Old Church

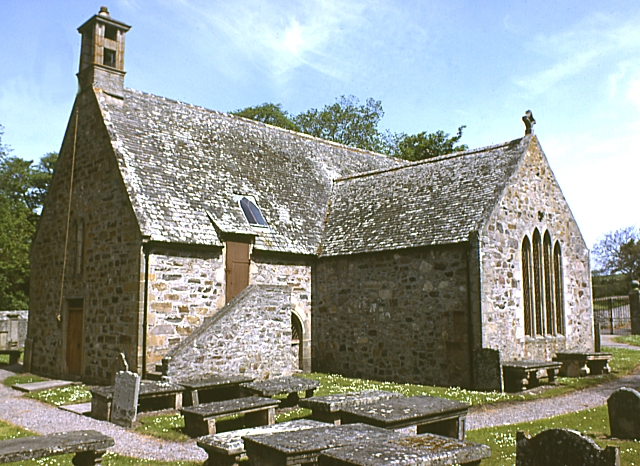
Cullen Old Church

Die Cullen Old Church, auch Cullen Old Kirk, ehemals Cullen Parish Church und St Mary’s Collegiate Church, ist ein Kirchengebäude der presbyterianischen Church of Scotland in der schottischen Ortschaft Cullen in der Council Area Moray. 1972 wurde das Bauwerk in die schottischen Denkmallisten in der höchsten Denkmalkategorie A aufgenommen.

## Geschichte
Die früheste Erwähnung der heutigen Cullen Old Church datiert auf das Jahr 1236. Vermutlich sind in die heutige, mehrfach überarbeitete Struktur noch Fragmente dieses Gebäudes integriert. Die Gebeine Elizabeth de Burghs, Gemahlin des schottischen Königs Robert the Bruce, wurde nach ihrem Tod auf Cullen Castle zunächst hier beigesetzt. Um für die Seele seiner Gemahlin zu beten, richtete Robert the Bruce eine Kaplanei ein.
Der St Anne’s Aisle (Südschiff) wurde 1536 durch John Duff ergänzt. Sieben Jahre später wurde die Kirche als St Mary’s Collegiate Church zum Kollegiatstift erhoben, einem von 38 zu dieser Zeit in Schottland. Im Jahre 1602, und damit in dem Zeitraum, in dem die späteren Earls of Seafield Findlater Castle als Sitz aufgaben und Cullen House einrichteten, erhielt die Kirche ihre imposante Patronatsloge.
In der Bauphase des späten 18. Jahrhunderts erhielt das Kirchengebäude seine heutige Struktur. Das Nordschiff wurde errichtet und im Innenraum Galerien installiert. Zur Entwicklung des Anwesens Cullen House ließ James Ogilvy, 5. Earl of Findlater, 2. Earl of Seafield ab 1811 Cullen als Plansiedlung mehrere hundert Meter nordöstlich neu aufbauen. Die alte Siedlung, in deren Zentrum sich die Kirche befand, wurde mit Ausnahme der Kirche abgetragen. Die Kirche wird bis heute regelmäßig genutzt.

## Beschreibung
Die Cullen Old Church steht rund 500 Meter südwestlich von Cullen nahe dem Herrenhaus Cullen House. Das Mauerwerk der Kreuzkirche besteht aus Bruchstein mit Natursteineinfassungen. Die Eingangstüren sind sehr schlicht gehalten. Eine Rundbogenportal wurde zwischenzeitlich mit Mauerwerk verschlossen. Entlang der Fassaden sind verschiedene, teils gekuppelte Lanzettfenster und spitzbogige Maßwerke eingelassen, so das zu einem Vierling gekuppelte Fenster am 1536 errichteten Südschiff. Die abschließenden Satteldächer sind mit Schiefer aus Banffshire eingedeckt. Auf dem Westgiebel sitzt ein kleiner Dachreiter mit offenem Geläut auf. Er stammt aus dem 18. Jahrhundert.